# Haemogregarina dasyatis
Haemogregarina dasyatis is een soort in de taxonomische indeling van de Myzozoa, een stam van microscopische parasitaire dieren. Het organisme komt uit het geslacht Haemogregarina en behoort tot de familie Haemogregarinidae. Haemogregarina dasyatis werd in 1958 ontdekt door Saunders.